# Marmosops invictus
Espèce
Synonymes
- Marmosa invicta Goldman, 1912[2]

Répartition géographique
Statut de conservation UICN

 LC  : Préoccupation mineure
Marmosops invictus est une espèce d'opossums de la famille des Didelphidae endémique du Panama.

## Systématique
L'espèce Marmosops invictus a été initialement décrite en 1912 par le zoologiste américain Edward Alphonso Goldman (1873-1946) sous le protonyme de Marmosa invicta.

## Description
L'holotype de Marmosops invictus mesure 248 mm de la longueur totale dont 137 mm pour la queue.

## Publication originale
- (en) E. A. Goldman, « New mammals from eastern Panama », Smithsonian Miscellaneous Collections, vol. 60,‎ 20 septembre 1912, p. 1-21 (ISSN 0096-8749, OCLC 1376204, lire en ligne).